# Telangana
Telangana (tiếng Telugu: తెల౦గాణ, [ˌt̪ɛlənˈgɑːnə] là một bang tại Nam Ấn Độ. Khu vực là một bộ phận của phiên vương quốc Hyderabad do các Nizam (quân chủ) cai trị trong thời kỳ Ấn Độ thuộc Anh cho đến năm 1947. Năm 1948, phiên vương quốc chấm dứt tồn tại và gia nhập Liên minh Ấn Độ. Năm 1956, bang Hyderabad bị giải thể, vùng Telangana của bang cũ này hợp nhất với bang Andhra để hình thành bang Andhra Pradesh. Ngày 2 tháng 6 năm 2014, Telangana trở thành bang thứ 29 của Ấn Độ, bao gồm 10 huyện ở phía tây-bắc bộ của Andhra Pradesh. Thành phố Hyderabad sẽ đóng vai trò là thủ phủ chung của Telangana và Andhra Pradesh mới trong mười năm sau. Tháng 10 năm 2016, 10 huyện cũ được tách thành 31 huyện mới.
Telangana là bang lớn thứ 12 về diện tích và lớn giáp với bang Maharashtra ở phía bắc và tây-bắc, giáp với bang Karnataka ở phía tây, giáp với bang Chhattisgarh ở phía đông-bắc, và giáp với bang Andhra Pradesh ở phía nam và đông. Telangana có diện tích 114.840 kilômét vuông (44.340 dặm vuông Anh), và dân số là 35.286.757 theo điều tra nhân khẩu năm 2011. Hyderabad, Secunderabad, Warangal, Nizamabad, Khammam và Karimnagar là các thành phố lớn nhất trong bang.

## Lịch sử
Assakajanapada được cho là một trong số 16 Janapada (quốc gia) lớn thời kỳ Ấn Độ cổ đại, kinh đô của Assakajanapada là Kotilingala thuộc Karimnagar ngày nay. Trong khu vực diễn ra hoạt động sản xuất các tiền kim loại do các quốc vương thời kỳ tiền Satavahana phát hành. Ngoài ra, cũng phát hiện được các tiền kim loại do người sáng lập triều đại Satavahana là Chimukha phát hành, cũng như các tiền đồng chì của các quốc vương sau đó.
Triều đại Satavahana tồn tại từ năm 230 TCN đến năm 220 CN và trở thành thế lực chi phối trong khu vực. Triều đại này khởi nguồn từ các vùng đất nằm giữa hai sông Godavari và Krishna. Sau khi Satavahana suy sụp, một số triều đại cai trị khu vực, chẳng hạn như Vakataka, Vishnukundina, Chalukya, Rashtrakuta và Tây Chalukya.

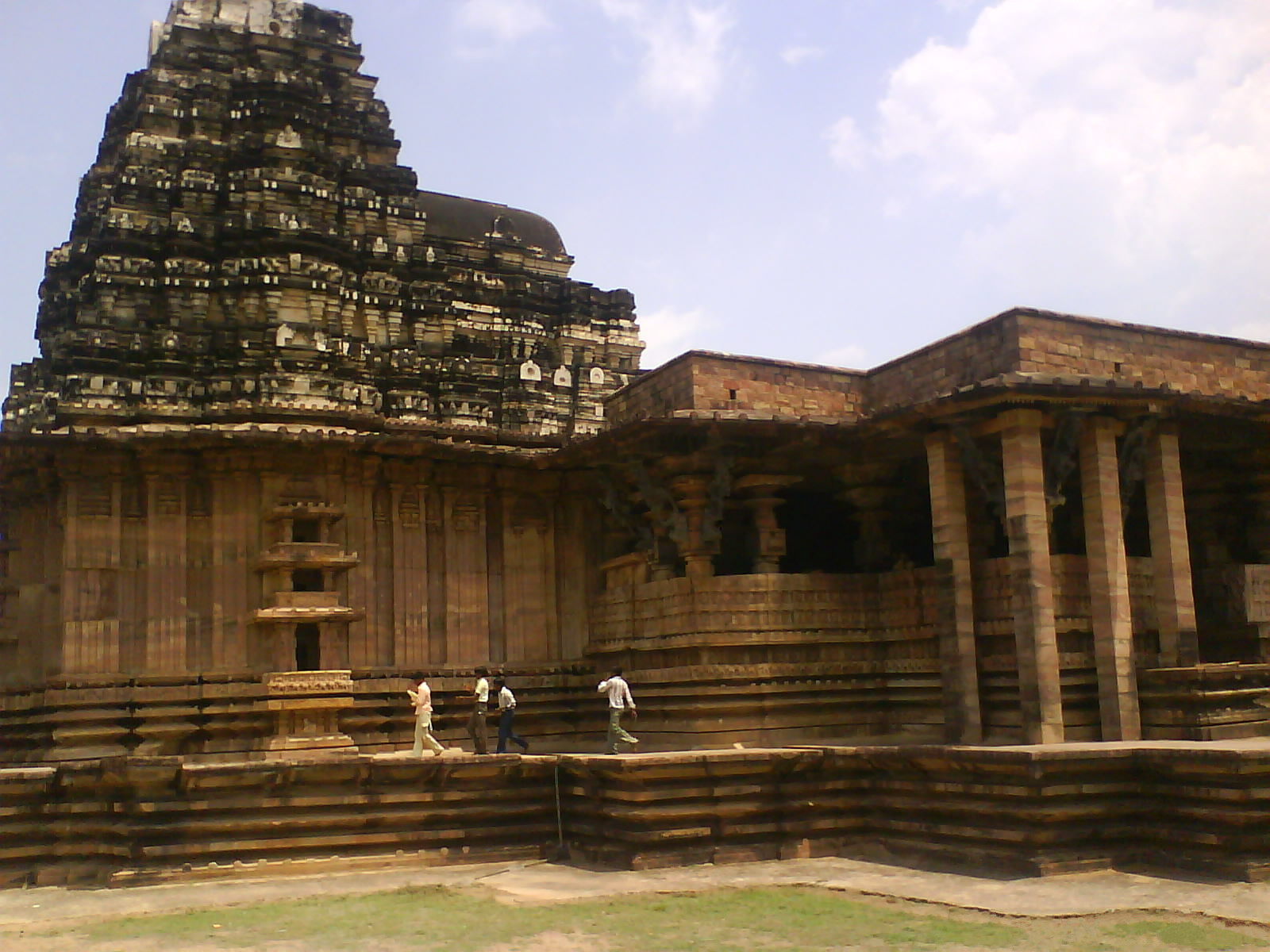
Đền Ramappa được xây vào năm 1213 thời vua Recherla Rudra của Kakatiya

Thời kỳ hoàng kim của khu vực là dưới triều đại Kakatiya, triều đại này cai trị hầu hết bang Andhra Pradesh cũ từ năm 1083 đến năm 1323. Ganapatideva lên nắm quyền vào năm 1199, ông là quân chủ vĩ đại nhất của Kakatiya, và là người đầu tiên dưa toàn bộ khu vực nói tiếng Telugu nằm dưới quyền cai trị thống nhất kể từ sau thời Satavahana. Pháo đài Golkonda được xây dựng trong thời gian ông trị vì. Triều đại suy yếu kể từ cuộc tiến công của Malik Kafur vào năm 1309 và tan rã sau thất bại của Prataparudra trước quân Delhi của Sultan Muhammad bin Tughluq vào năm 1323.
Sau thời gian nằm dưới quyền quản lý của Vương quốc Hồi giáo Delhi, khu vực trở thành một bộ phận của Vương quốc Bahmani. Quli Qutb Mulk là thống đốc tại Golkonda, người này nổi dậy chống lại quốc vương của Bahmani và thiết lập triều Qutb Shahi vào năm 1518. Tháng 9 năm 1687, pháo đài Golkonda thất thủ sau một năm bị bao vây, Vương quốc Golkonda bị Hoàng đế Mogol Aurangzeb chinh phục.
Năm 1712, Qamar-ud-din Khan được bổ nhiệm làm Phó vương Deccan với tước hiệu Nizam-ul-Mulk. Đến năm 1724, người này đánh bại Mubariz Khan để thiết lập nước tự trị Deccan Suba và lấy tên là Asif Jah, khởi đầu chính quyền được gọi là triều Asif Jahi. Ông đặt tên cho khu vực là Hyderabad Deccan. Các quân chủ sau đó duy trì tước hiệu Nizam ul-Mulk và được gọi là các Nizam Asif Jahi hay Nizam của Hyderabad.
Khi Asif Jah I từ trần vào năm 1748, các con trai tranh đoạt quyền kế vị, hỗ trợ cho họ là các quốc gia lân cận và thế lực thực dân. Năm 1769, thành phố Hyderabad trở thành kinh đô chính thức của các Nizam. Năm 1799, Nizam ký một thỏa thuận liên minh với Anh Quốc và mất chủ quyền đối với các vấn đề phòng thủ và đối ngoại của quốc gia. Quốc gia Hyderabad trở thành một phiên vương quốc trong số các đơn vị trực thuộc Ấn Độ thuộc Anh. Trong hai lần riêng biệt, Nizam phải nhượng hai huyện cho Anh Quốc do không có khả năng đền đáp lại sự trợ giúp của người Anh trong các cuộc chiến chống quân Vijayanagar và Tipu Sultan. Hai huyện này là một bộ phận của bang Madras thuộc Anh cho đến khi Ấn Độ độc lập, và là một bộ phận của bang Madras cho đến năm 1953.
Khi Ấn Độ độc lập từ Đế quốc Anh vào năm 1947, Nizam của Hyderabad không muốn hợp nhất với Liên minh Ấn Độ và muốn duy trì độc lập theo các điều khoản đặc biệt dành cho phiên vương quốc. Chính phủ Ấn Độ sáp nhập quốc gia Hyderabad vào ngày tháng 9 năm 1948 trong Chiến dịch Polo. Chính phủ trung ương bổ nhiệm một công vụ viên là M. K. Vellodi làm thủ tịch bộ trưởng đầu tiên của bang Hyderabad vào tháng 1 năm 1950.
Năm 1952, Burgula Ramakrishna Rao được bầu làm thủ tịch bộ trưởng của bang Hyderabad trong cuộc tuyển cử dân chủ đầu tiên. Trong thời gian này, có các hành động bạo lực của một số người Telugu nhằm gửi trả các công chức đến từ bang Madras, và để việc thi hành quản lý hoàn toàn là do người bản địa trong bang Hyderabad điều hành.
Tháng 12 năm 1953, Ủy ban tái tổ chức (SRC) được chỉ định để thành lập các bang trên cơ sở ngôn ngữ. Ngày 20 tháng 2 năm 1956, các lãnh đạo của khu vực Telangana và của Andhra đạt được một thỏa thuận nhằm hợp nhất Telangana và Andhra với hứa hẹn lợi ích của Telangana được bảo đảm. Chính phủ trung ương thành lập bang Andhra Pradesh vào ngày 1 tháng 11 năm 1956.
Có một số hành động nhằm vô hiệu hóa việc sáp nhập giữa Telangana và Andhra, mạnh mẽ nhất là vào các năm 1969, 1972, and 2009. Ngày 30 tháng 7 năm 2013, Ủy ban Công tác Quốc hội của Đảng Quốc Đại nhất trí thông qua nghị quyết về nhằm đề nghị thành lập một bang Telangana riêng biệt. Tháng 2 năm 2014, Đạo luật Tái tổ chức Andhra Pradesh 2014 được quốc hội Ấn Độ thông qua, theo đó thành lập bang Telangana từ mười huyện ở tây-bắc của Andhra Pradesh. Tổng thống phê chuẩn dự luật và công bố trên công báo vào ngày 1 tháng 3 năm 2014. Bang Telangana chính thức được thành lập vào ngày 2 tháng 6 năm 2014. Hyderabad vẫn là thủ phủ chung của Telangana và Andhra Pradesh trong một giai đoạn kéo dài 10 năm.

## Hành chính

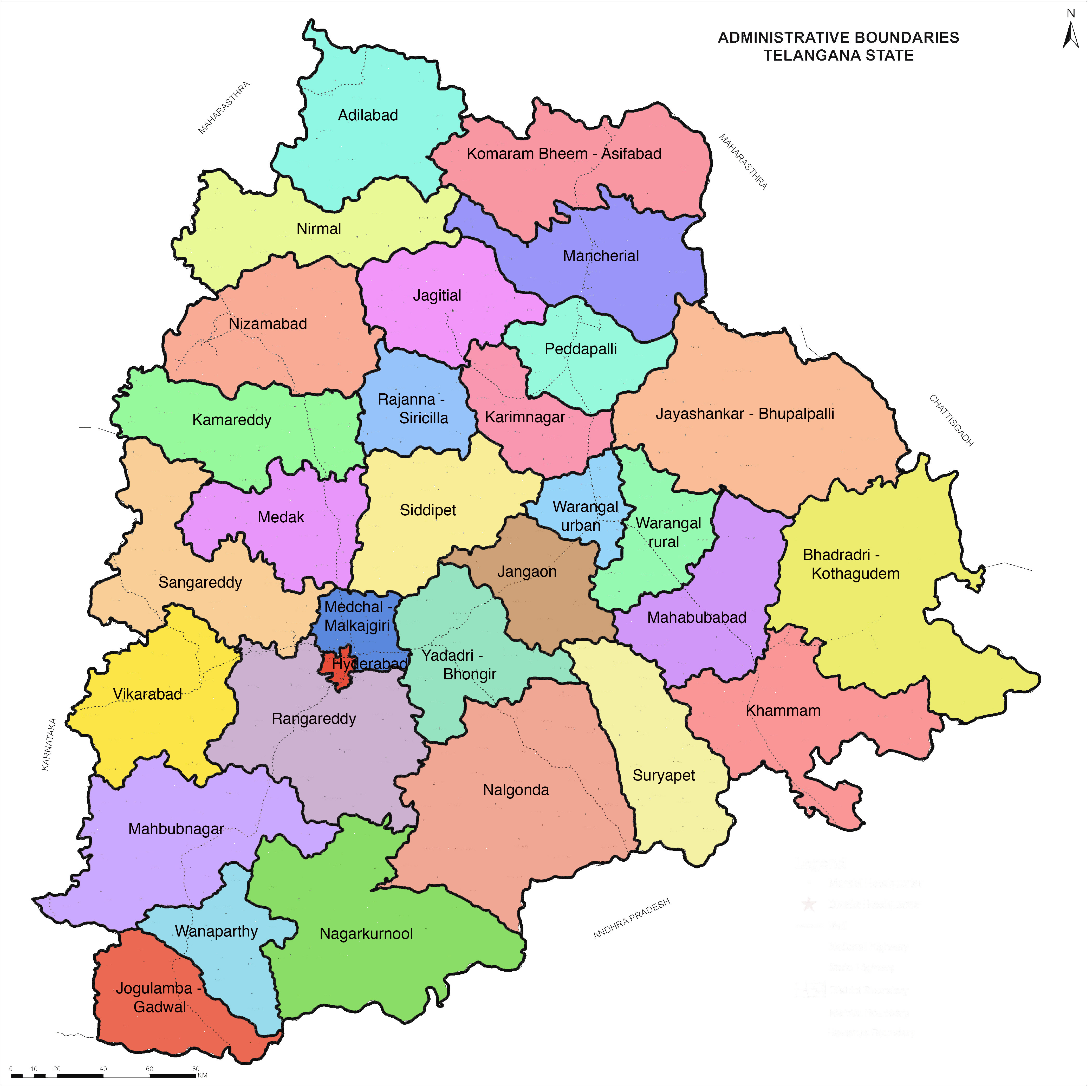
Telangana new districts created in 2016

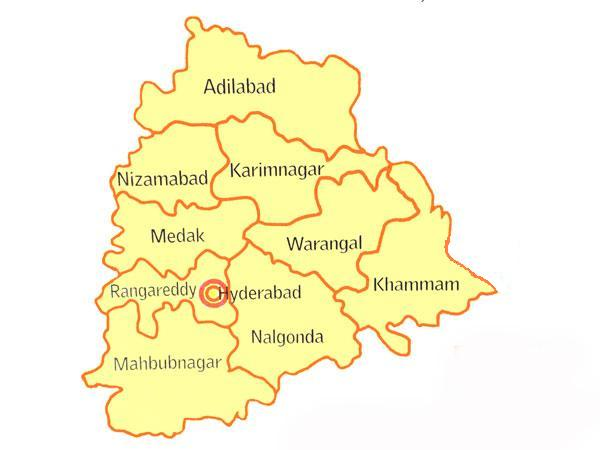
Telangana at the time of formation on June 02 2014

Bang Telangana được phân chia thành 31 huyện. Dưới cấp huyện là 68 phó huyện và 584 mandal.
- Adilabad
- Bhadradri Kothagudem
- Hyderabad
- Jagtial
- Jangaon
- Jayashankar Bhupalpally
- Jogulamba Gadwal
- Kamareddy
- Karimnagar
- Khammam
- Komaram Bheem Asifabad
- Mahabubabad
- Mahbubnagar
- Mancherial
- Medak
- Medchal
- Nagarkurnool
- Nalgonda
- Nirmal
- Nizamabad
- Peddapalli
- Rajanna Sircilla
- Ranga Reddy
- Sangareddy
- Siddipet
- Suryapet
- Vikarabad
- Wanaparthy
- Warangal Rural
- Warangal Urban
- Yadadri Bhuvanagiri

Bang Telangana có 12 đô thị, trong đó có 6 municipal corporation và 38 municipality. Hyderabad là thành phố trên 1 triệu dân duy nhất của bang.

## Nhân khẩu
Thành phần tôn giáo tại Telangana gồm 86% tín đồ Ấn Độ giáo, 12,4% tín đồ Hồi giáo, và 1,2% tín đồ Kitô giáo.
Khoảng 76% dân số Telangana nói tiếng Telugu, 12% nói tiếng Urdu, và 12% nói các ngôn ngữ khác. Trước năm 1948, Urdu là ngôn ngữ chính thức của quốc gia Hyderabad, và do thiếu các cơ sở giáo dục dùng tiếng Telugu nên tiếng Urdu là ngôn ngữ của tầng lớp tinh hoa có giáo dục tại Telangana. Sau năm 1948, khi Hyderabad gia nhập vào Cộng hòa Ấn Độ, tiếng Telugu trở thành ngôn ngữ của chính phủ. Do tiếng Telugu được đưa thành ngôn ngữ giảng dạy trong các trường học và học viện, việc sử dụng tiếng Urdu trong số những người không theo Hồi giáo bị suy giảm.
Theo điều tra nhân khẩu năm 2011, tỷ lệ biết chữ tại Telangana là 67,22%. tỷ lệ tương ứng của nam và nữ là 75,6% và 58,77%. Huyện Hyderabad dẫn đầu với 80,96% và huyện Mahboobnagar xếp cuối với 56,06%.